# Druhá vláda Rudolfa Berana
Druhá vláda Rudolfa Berana existovala od 16. března do 27. dubna 1939. Jednalo se o první protektorátní vládu.

## Seznam členů vlády
| Portfej                              | Ministr                   | Strana | Strana        | Strana | Strana | Nástup do úřadu | Odchod z úřadu |
| ------------------------------------ | ------------------------- | ------ | ------------- | ------ | ------ | --------------- | -------------- |
| Předseda vlády                       | Rudolf Beran              |        | SNJ           |        | NS     | 16. března 1939 | 27. dubna 1939 |
| Ministr vnitra                       | Otakar Fischer            |        | SNJ           |        | NS     | 16. března 1939 | 27. dubna 1939 |
| Ministr financí                      | Josef Kalfus              |        | SNJ           |        | NS     | 16. března 1939 | 27. dubna 1939 |
| Ministr školství a národní osvěty    | Jan Kapras                |        | SNJ           |        | NS     | 16. března 1939 | 27. dubna 1939 |
| Ministr spravedlnosti                | Jaroslav Krejčí           |        | SNJ           |        | NS     | 16. března 1939 | 27. dubna 1939 |
| Ministr průmyslu, obchodu a živností | Vlastimil Šádek           |        | SNJ           |        | NS     | 16. března 1939 | 27. dubna 1939 |
| Ministr dopravy                      | div. gen. Alois Eliáš     |        | nestr. za SNJ |        | NS     | 16. března 1939 | 27. dubna 1939 |
| Ministr veřejných prací              | Dominik Čipera            |        | SNJ           |        | NS     | 16. března 1939 | 27. dubna 1939 |
| Ministr zemědělství                  | Ladislav Karel Feierabend |        | SNJ           |        | NS     | 16. března 1939 | 27. dubna 1939 |
| Ministr sociální a zdravotní správy  | Vladislav Klumpar         |        | SNJ           |        | NS     | 16. března 1939 | 27. dubna 1939 |
| Ministr bez portfeje                 | Jiří Havelka              |        | SNJ           |        | NS     | 16. března 1939 | 27. dubna 1939 |